# De actrice Theo Mann-Bouwmeester in 'Francillon'
De actrice Theo Mann-Bouwmeester in 'Francillon' is een schilderij van de Nederlandse kunstschilder George Hendrik Breitner, geschilderd in 1887, olieverf op doek, 217 x 152 centimeter. Het toont de actrice Theo Mann-Bouwmeester, de 'grande dame' van het Amsterdamse theater uit die tijd, in een impressionistische weergave. Het werk bevindt zich thans in de collectie van het Stedelijk Museum te Amsterdam.

## Theo Bouwmeester
Theodora Bouwmeester (1850-1939) (die na haar derde huwelijk in 1899 met musicus Godfried Mann uiteindelijk bekend zou worden als Theo Mann-Bouwmeester) kwam uit een in Nederland belangrijk geslacht van toneelspelers en stond al als kind op de planken. Rond 1880 brak ze definitief door en bij de Koninklijke Vereeniging Het Nederlandsch Tooneel groeide ze al snel uit tot de 'grande dame' van het Nederlandse toneel tijdens het fin de siècle. Sarah Bernhardt was haar grote voorbeeld. Ze speelde vooral gepassioneerde, beminnelijke en lijdende vrouwen, zowel in eigentijdse stukken als historische drama's.
Bouwmeester vond in de jaren 1880 aansluiting bij de kring der Tachtigers en had in die tijd een relatie met Lodewijk van Deyssel. Ook Breitner maakte deel uit van de Tachtigers en leerde haar in die tijd kennen. Hij portretteerde haar minstens drie keer. Het hier besproken werk maakte hij in opdracht van Het Nederlandsch Tooneel en was bedoeld voor de Amsterdamse Stadschouwburg.

## Afbeelding
Breitner portretteert Theo Bouwmeester in haar rol van de trotse Francine Riverolles in de eerste akte van Francillon, een toneelstuk van Alexandre Dumas fils. Hij schildert haar ten voeten uit, meer dan levensgroot, met een zweem van nonchalance en brutaliteit, het hoofd naar rechts gewend en de handen steunend op een achter haar geposteerde piano. Haar witgele avondjurk contrasteert sterk met de glanzend zwarte piano. Haar sleep waaiert uit over een roodbruin tapijt.

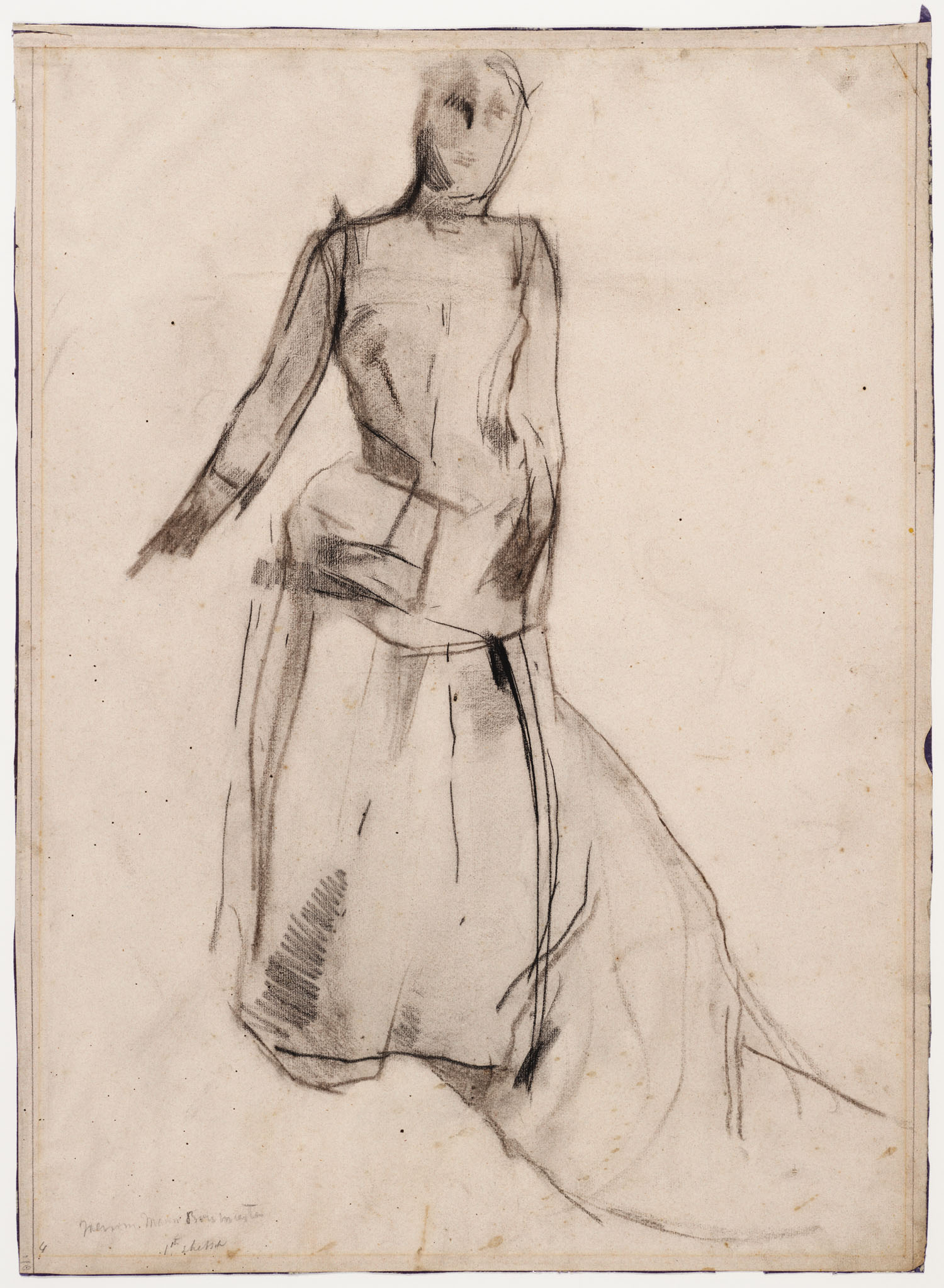
Voorstudie in houtskool

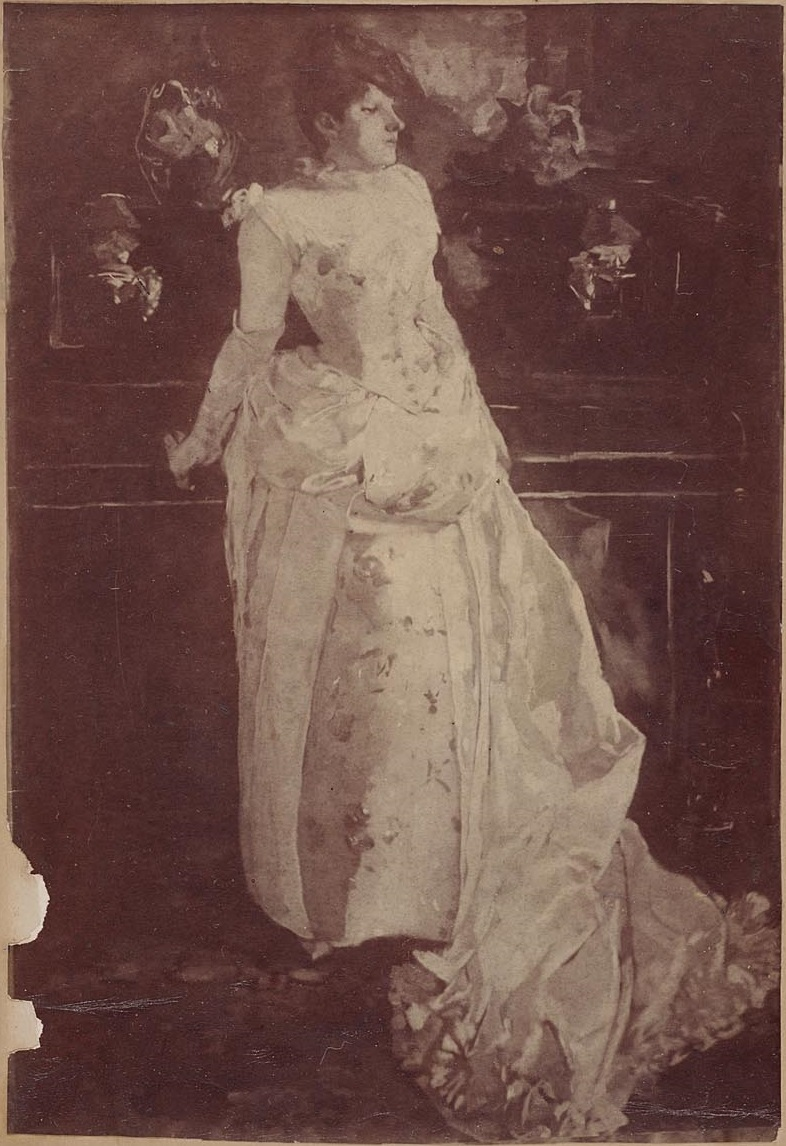
Versie van voor de herschildering, als geëxposeerd in 1887

De stijl waarin Breitner Theo Bouwmeester weergeeft is duidelijk beïnvloed door de Franse impressionisten, die hij had leren kennen tijdens een verblijf in Parijs, in 1884. Typerend is zijn losse penseelhantering en het sterke gebruik van contrasten, in licht zowel als kleur. In de periode dat hij Bouwmeesters portret schilderde gold zijn stijl in de Nederlandse kunstwereld bij velen nog als sterk controversieel.

## Kritiek
Het majestueuze doek van Bouwmeester werd in 1887 tentoongesteld bij de Amsterdamse kunstenaarsvereniging Arti et Amicitiae en kreeg daar sterk wisselende reacties. Zijn vernieuwingsgezinde collega-schilder Antoon Derkinderen toonde zich enthousiast en schreef in De Amsterdammer: Er is geen lijn, geen zet van den kwast, geen kleur op dit portret van Breitner of het is diep gevoeld. Het gehele toneel van de vrouw en haar omgeving is in één lange blik gezien, is in één grote, sterke impressie achtergebleven in de ziel van de artiest. Forse kritiek kwam er van de conservatieve Alberdingk Thijm, die vooral de slechte gelijkenis met Theo Bouwmeester hekelde. Cynisch schreef hij: Ja, zeggen de fijnproevers, een portret hoeft niet te lijken: het is maar een aanleiding om kleur te laten zien.

## Bewerking
De Raad van Beheer van Het Nederlandsch Tooneel nam de kritiek van de invloedrijke Thijm over en zag uiteindelijk af van de aankoop van het schilderij, dat de stadsschouwburg dus nooit gehaald heeft. Breitner trok zich de kritiek sterk aan en zou het doek vervolgens in zijn atelier nog intensief bewerken. Met groene zeep en puimsteen krabde hij het af en schilderde het gedeeltelijk over, waarbij hij met name de sterke kleurcontrasten temperde. Ook bewerkte hij Bouwmeesters gelaatsuitdrukking, in een poging meer gelijkenis te verkrijgen. Klaarblijkelijk werd hij er nooit meer echt tevreden over. Hij zou het werk in elk geval nooit meer opnieuw tentoonstellen. Jarenlang bleef het doek opgerold in zijn atelier liggen, waarna hij het om financiële redenen alsnog verkocht. Uiteindelijk kwam het behoorlijk vlekkerig terecht in de collectie van het Stedelijk Museum, waar het in ere werd hersteld. Thans wordt het gerekend tot de topstukken van de Nederlandse portretteerkunst van na 1800, hoewel het volgens sommigen na Breitners bewerking niet meer de kwaliteit heeft van de originele staat.
In zijn overzichtswerk Holland schildert schrijft Huib Luns, verwijzend naar Jan Veth: Het is slechts tendele herrezen uit de staat waarin de schilder, met ergernis voor zoveel misverstaan bij publiek en model, het werk gebracht had. <...> Natuurlijk is het nu een schaduw van wat het geweest is. De compositie en de grootse lijnen en kleurvlekken zijn echter gespaard en verkrijgen onze volle bewondering. Tenslotte is er toch genoeg overgebleven om deze vrouw, als een monumentale Jacob Marisfiguur, tegen het glimmend zwart van de piano te zien staan. Er zijn weinig werken van Breitner waarin de greep naar het gecomponeerde schilderij steviger gedaan werd.